# Scroccafusi
Gli scroccafusi (detti anche stummeri o cecetti) sono dei dolci tipici marchigiani, preparati solitamente durante il periodo di carnevale. Il loro nome viene proprio dalla loro croccantezza subito dopo la frittura che li porta a “scrocchiare”. Rientrano nell'elenco dei prodotti agroalimentari tradizionali italiani (PAT) del Ministero delle politiche agricole alimentari e forestali.

## Caratteristiche
Gli scroccafusi sono frittelle dolci, dalla forma irregolare, preparate con un impasto che viene fritto in olio dopo essere stato lessato. L'impasto è composto da farina, olio di semi e di oliva, uova, zucchero e liquore. Secondo la tradizione, nell'antichità l'impasto non veniva fritto ma cotto nel forno a legna.